# Pfarrkirche Inzing

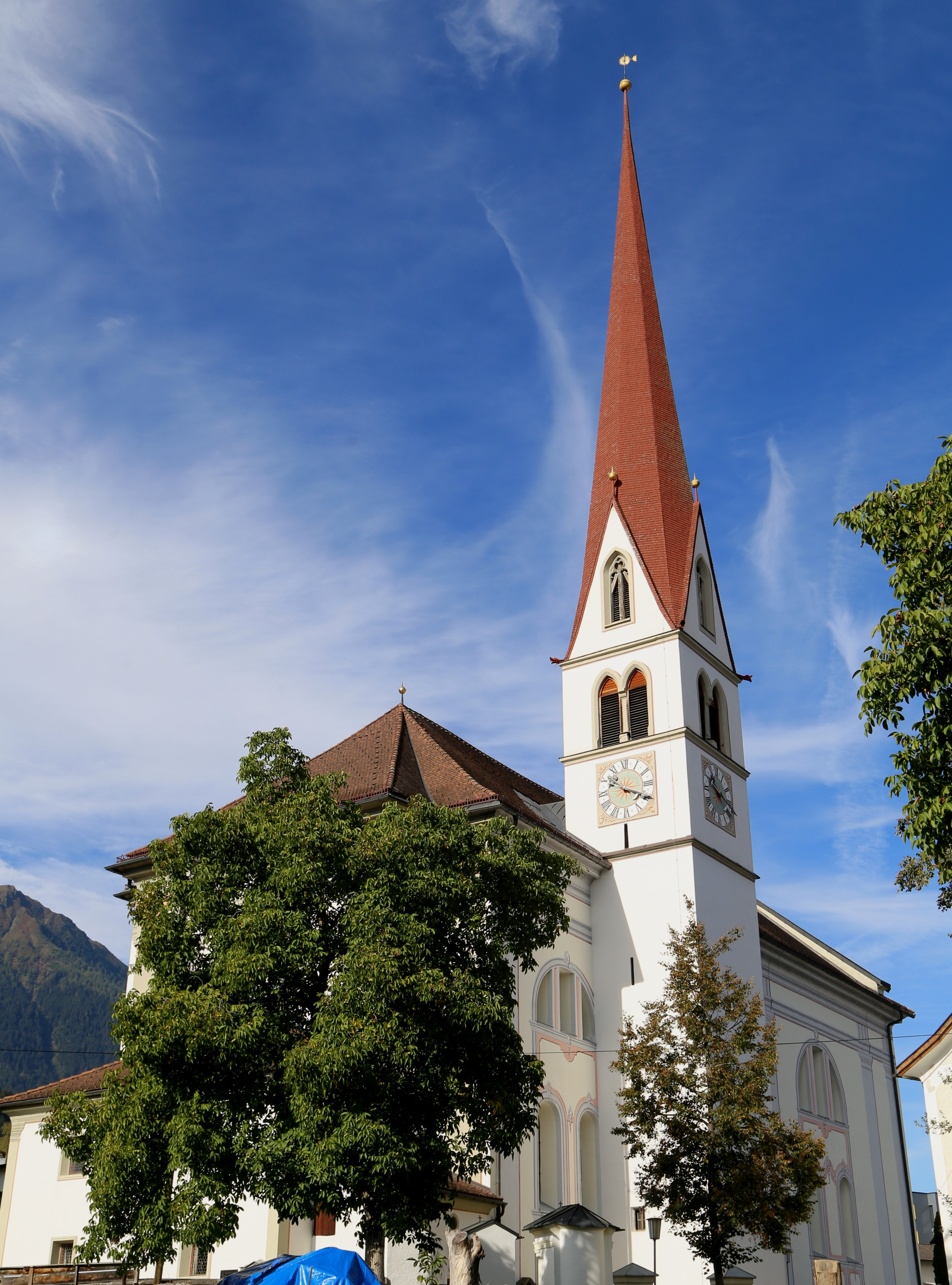
Katholische Pfarrkirche hl. Petrus in Inzing

Die römisch-katholische Pfarrkirche Inzing steht in der österreichischen Gemeinde Inzing in Tirol. Die dem heiligen Petrus geweihte Pfarrkirche und Wallfahrtskirche gehört zum Dekanat Telfs in der Diözese Innsbruck. Die Kirche und der Friedhof stehen unter Denkmalschutz (Listeneintrag).

## Geschichte
Urkundlich wurde die Kapelle im Jahre 1260 erwähnt. Die Kirchweihen erfolgten in den Jahren 1310 und 1451. Der barocke Neubau erfolgte von 1777 bis 1779 durch den Baumeister und Stuckateur Franz Singer. Die Renovierungen fanden in den Jahren 1832 und 1870/1877 statt. Im Jahre 1891 wurde die Kirche zur Pfarrkirche erhoben. Eine weitere Renovierung erfolgte im Jahre 1902. Die Restaurierung erfolgte im Jahre 1956 und die Außenrestaurierung von 1971 bis 1975.
Die Wallfahrt geht der Legende nach auf ein weinendes Mariahilf-Bild zurück, das von einer Frau hinter eine Truhe entdeckt wurde. Zunächst brachte man das Bild in die Wallfahrtskirche Kaltenbrunn, holte es jedoch wieder nach Inzing zurück und stellte es in der Pfarrkirche auf. Das Bild wurde im 18. und 19. Jahrhundert viel verehrt, besonders groß war der Zustrom der Wallfahrer im Jahr 1848, als Maria und das Jesuskind Augen und Mund bewegt haben sollen.

## Architektur

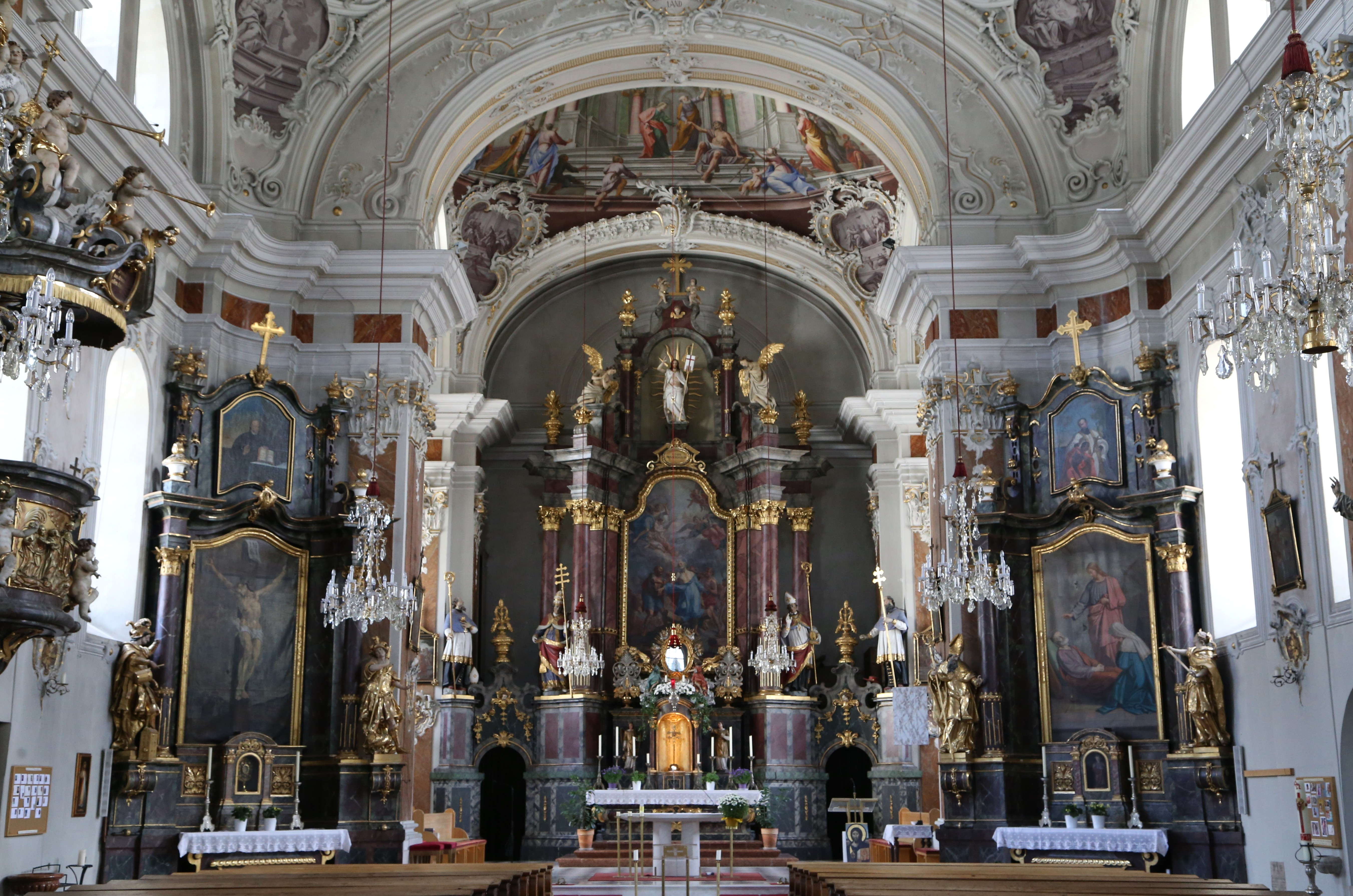
Innenraum

Die Dorfkirche besitzt einen schlanken Nordturm und ist von einem Friedhof umgeben. Der schlichte Kirchenbau hat ein gegen Osten abgewalmtes Satteldach. Das Langhaus ist zweijochig, das Ostjoch wie das Chorjoch wurde leicht eingezogen. Der Chor besitzt einen geraden Schluss und an der Ostseite schließt die Sakristei an. Der vermutlich spätgotische Turm trägt einen Giebelspitzhelm an der Chornordseite und sind mit spitzbogigen, gekoppelten Schallfenstern und Giebelfenstern mit Maßwerk ausgestattet. Die Fassaden sind durch eine Architekturmalerei, Pilaster und eine zusammengefasste Rahmung der Fenstergruppen gegliedert. An der dreiachsigen Westfassade mit einem Dreieckgiebel über kräftigem Hauptgesims befinden sich ein Rundbogenportal und eine Figurennische mit einer Statue des heiligen Petrus und stammt aus dem vierten Viertel des 18. Jahrhunderts.
Der Innenraum weist zwei querrechteckige Langhausjoche mit Flachkuppelwölbung, breite Wandpfeiler mit Pilastergliederung und einen korbbogigen Gurtbogen auf. Der Langhaus und Chor sind mit Rokokostuckaturen von Johannes Graßmayr versehen. Die Deckenmalereien stellen die Szenen aus dem Leben Petri und der weinenden Muttergottes von Inzing dar und wurden von Anton Kirchebner im Jahre 1779 begonnen und nach dessen Tod von seinen Söhnen Franz Xaver Kirchebner und Josef Anton Kirchebner vollendet.
Das Kriegerdenkmal besitzt ein Bronzerelief, das von Otto Knitel im Jahre 1923 geschaffen wurde.

## Ausstattung

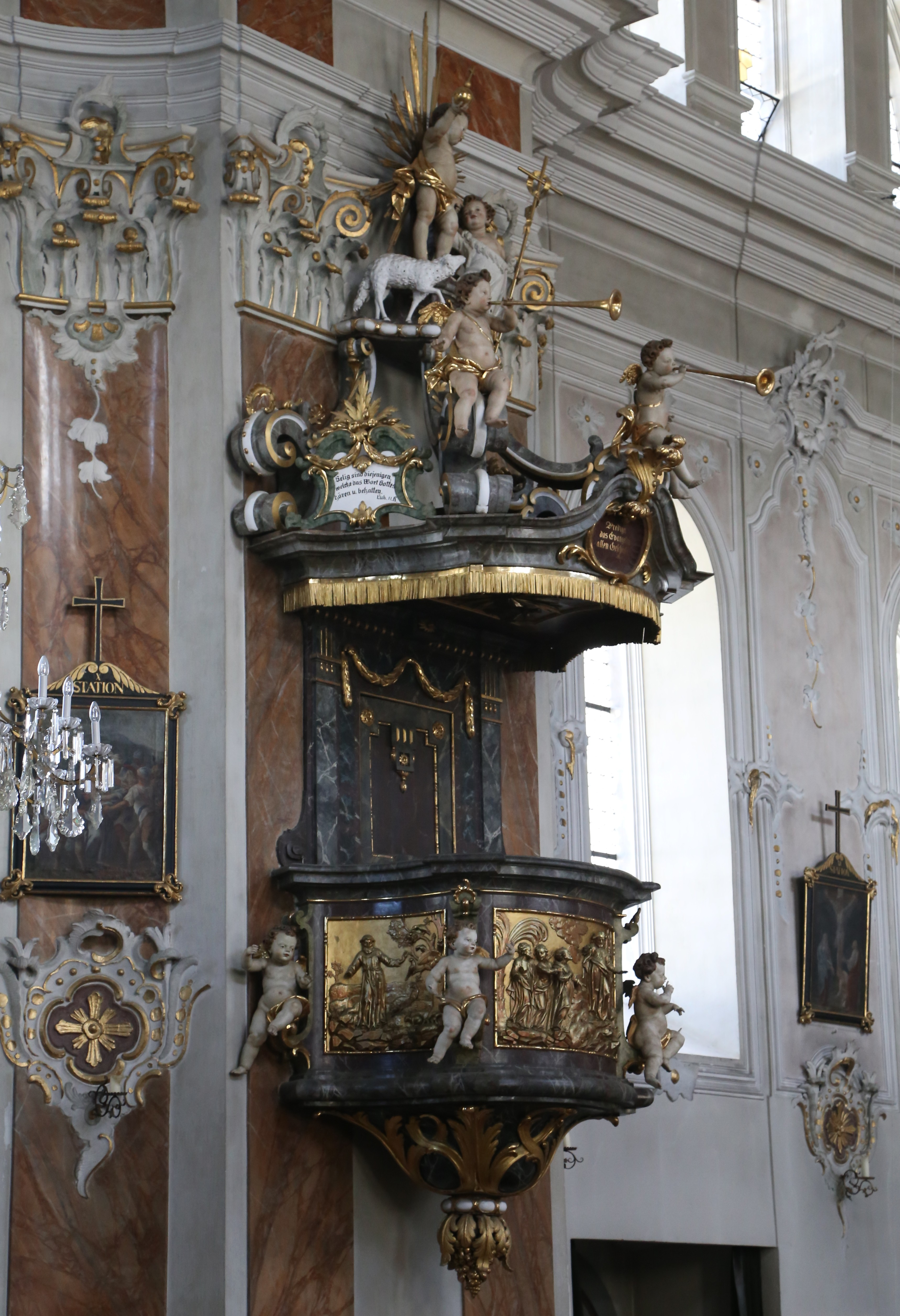
Kanzel

Der spätbarocke Hochaltar mit einem hohen Sockelgeschoß mit Opfergangsportalen stammt aus dem Ende des 18. Jahrhunderts und besitzt einen Doppelsäulenaufbau, das innere Säulenpaar hat ein diagonal vorgezogenes Gebälk, das Dekor zeigt Empire-Elemente. Der Hochaltar zeigt das Altarblatt Kreuzigung Petri, das von Anton Zoller aus dem Jahre 1766 angeschafft wurde und stellen seitlich Statuen der vier Kirchenväter sowie im Auszug eine Figur des Auferstandenen vom Ende des 18. Jahrhunderts dar. Der Tabernakel trägt das Gnadenbild und ist eine der ältesten Kopien des Gnadenbildes Mariahilf.
Die Orgel mit dem Brüstungspositiv schuf Johann Anton Fuchs im vierten Viertel des 18. Jahrhunderts, das Werk wurde später mehrmals umgebaut. 

## Glocken
Wann die Kirche in Inzing ihre ersten Glocken erhielt, lässt sich heute nicht mehr feststellen. Die älteste noch erhaltene Glocke wurde 1650 von Bartholomäus Köttelath in der Löffler'schen Werkstätte gegossen. Neben einer Kartusche an der Flanke der Glocke, die auf den Gießer und das Gussjahr verweist, gibt es noch eine zweite mit dem Text: „Johann Gaßler hat mich renoviert lassen 1650“. Diese Formulierung legt nahe, dass diese Glocke aus dem Material einer älteren Glocke gegossen wurde.
Neben der historischen Köttelath-Glocke von 1650 befindet sich eine weitere historische Glocke im Turm der Kirche. Nachdem mit Ausnahme der „Alten“ Glocke von Köttelath alle Glocken im Ersten Weltkrieg abgeliefert werden mussten, beauftragte die Gemeinde 1928 die Glockengießerei Grassmayr in Innsbruck mit dem Guss von zwei neuen Glocken in den Tönen Cis1 und A1. Diese wurden am 11. März 1928 von Bischof Sigismund Waitz geweiht. Trotz intensiver Bemühungen der Gemeinde, dass die „Große“ Cis1-Glocke im Zweiten Weltkrieg von der Abnahme verschont bliebe, wurden Ende Jänner 1942 alle Glocken zum Einschmelzen abgenommen, nur die „Alte“ blieb im Turm zurück.
Auf Grund glücklicher Umstände überstand die „Große“ den Krieg und so ließ die „Heimkehrerin“ bereits am Fronleichnamstag 1945 im Verein der „Alten“ ihr klangvolles Geläute zur Freude aller Inzinger ertönen.
Am 13. August 1951 wurde die Firma Grassmayr in Innsbruck mit der Lieferung von drei weiteren Glocken beauftragt. Die Kriegergedächtnisglocke, die Versehglocke und die Totenglocke vervollständigen seitdem das Geläut der Pfarrkirche Inzing.
|           | Große Glocke | Alte Glocke            | Kriegergedächtnisglocke | Versehglocke | Totenglocke |
| --------- | ------------ | ---------------------- | ----------------------- | ------------ | ----------- |
| Schlagton | Cis1         | E1                     | Fis1                    | A1           | G2          |
| Gussjahr  | 1928         | 1650                   | 1951                    | 1951         | 1951        |
| Gießer    | Grassmayr    | Bartholomäus Köttelath | Grassmayr               | Grassmayr    | Grassmayr   |
| Gewicht   | 2.100 kg     | 1.100 kg               | 750 kg                  | 470 kg       | 77 kg       |